# Habighorst
Habighorst é um município da Alemanha localizado no distrito de Celle, estado de Baixa Saxônia.
Pertence ao Samtgemeinde de Eschede.